# Сент-Леджер, Артур, 2-й виконт Донерейл
Артур Сент-Леджер, 2-й виконт Донерейл (англ. Arthur St Leger, 2st Viscount Doneraile; ок. 1695 — 13 марта 1734) — англо-ирландский политик и пэр.

## Биография
Родился в 1695 году. Старший сын Артура Сент-Леджера, 1-го виконта Донерейла (? — 1727), и Элизабет Хейс, дочери Джона Хейса.
Артур Сент-Леджер заседал в Ирландской палате общин от Донерейла в 1715—1727 годах.
7 июля 1727 года после смерти своего отца Артур Сент-Леджер унаследовал титулы 2-го виконта Донерейла из Донерейла в графстве Корк (Пэрство Ирландии) и 2-го барона Килмейдена в графстве Уотерфорд (Пэрство Ирландии), заняв его место в Палате лордов Ирландии.
Виконт Донерейл был дважды женат. 8 июня 1717 года он женился первым браком на достопочтенной Мэри Мохун, дочери Чарльза Мохуна, 4-го барона Мохуна. у супругов был один сын:
- Артур Мохун Сент-Леджер, 3-й виконт Донерейл (7 августа 1718 — август 1750)[1]

В марте 1725 года он женился вторым браком на Кэтрин Саре Конингем, дочери капитана Джона Конингема, от брака с которой у него не было детей.
Лорд Донерейл скончался 13 марта 1734 года. Ему наследовал его единственный сын от первого брака, Артур.